# 醫學士
醫學士（英語：Doctor of Medicine）為一個醫學學位，在某些國家（如北美），醫學士是任何執業醫生必須取得的專業學位。儘管學位獲得者稱為（意為“醫生”，與“博士”的英文相同），該學位是專業博士學位（Professional Doctorate），與哲學博士（Doctor of Philosophy）所屬的研究博士學位（Research Doctorate）不同。國際教育標準分類法將美國醫學士學位視為 ISCED 2011 level 7 （ISCED-P: 757 or 767），等效於碩士學位等級。在英國及大部分英聯邦國家，与美國醫學士相對應的學位是內外全科醫學士。

## 世界各國的定義

### 美国、加拿大及部分澳大利亞
美国、加拿大及部分澳大利亞運行同一个醫學教育系统。
在這些國家中，醫學士（Ｍedical Doctor; M.D.),法律博士（Juris Doctor; J.D.)和牙醫學士（Doctor of Dental Science; D.D.S）等拥有相同的地位。
大部分医学院的医学课程只开放给本科毕业生报读（即医学只能作为第二个学位）。有意报读的学生必须先修读一门本科学士课程，领域不限，但科学类别较为推荐（因为这样学生可以证明自己在修读医学前，已经拥有一定的科学知识）。而在修读第一个本科课程期间，学生还需完成一系列医学的先修班，美国称之为“健康科学预备班”（Pre-health Science Courses）并完成及通过课程考试，方有资格申请医学院的课程。申请过程亦比较繁复，自荐信及推荐信均为必备的条件。因此美加两国的医学院常被称为是研究生院（Graduate Schools）的一种，因为它们无论是医学本科还是研究课程招收的都是本科毕业生。它们有时亦会被称为是“专业学院”（Professional Schools）的一种，因为所有课程都旨在培养有关领域的专业人才。
当地的医学课程为时四年，这意味着要成为当地的医生最少需时八年（加上第一个学士课程的四年）。从医学院毕业后，医科生会获得这个专业衔头，有些美国整骨医学院则会赋予（即 ，骨科醫學士）衔头，两者等同，在通过当地的医学执业考试后，就能正式成为医生，并可以继续晋升选择专科。
對於醫學士學位等級的歸類跟認定標準，美國、加拿大及澳大利亞對於此學位有所不同。美國多將其歸類於 NCES Award Level Code 18 也就是 Doctor's degree-professional practice，而加拿大的 Canadian Degree Qualifications Framework 將其視為學士學位等級，也就是學士後（Post-Baccalaureate）學士，澳大利亞的Australian Qualifications Framework (AQF) 則將其歸類在 Level 9 的延伸碩士等級。

### 英国及曾被其统治的地区
英国、部份英联邦國家、以及曾被其统治的香港、愛爾蘭、部分澳大利亚、新西蘭、新加坡和馬來西亞等地實施另一个制度。
在这些地区，医学是开放给高中毕业生报读的。学生在高中毕业后参加当地高级程度会考，取得满意成绩后就能申请医学院课程。这些地区的医学本科课程一般为时五年到六年，之后需全职在医院实习一年。完成课程后，医科生会获得“内外全科医学士”（或）的衔头，这和美加澳的“醫學士”（M.D.）是对等的。同样地，毕业生需通过当地的执业考核，才能正式行医，因为是正式的医生，能继续晋升选择专科。
傳統上 Doctor of Medicine 是高等博士學位，學位可由醫學領域優異貢獻者提供學術生涯的一系列論文申請審核獲得，或者就讀此學位撰寫論文獲得。現在一些學校將其獲得學位的兩個路徑分開成兩個學位，Doctor of Medical Science 是高等博士學位，一樣由審核學術生涯的論文獲得；原 Doctor of Medicine 則變成單純的研究型博士學位，學術地位等同 Doctor of Philosophy，可縮寫成 DM、MD(Res)。學生需要進行研究，並提交論文以畢業。通常只有內外全科醫學士畢業生方能就讀此類醫學博士。
英國將其內外全科醫學士及其他牙醫、獸醫相關學士都視為碩士學位等級。國際教育標準分類法將一些國家（非全部國家）需修習五年以上的内外全科医学士學位視為 ISCED 2011 level 7 （ISCED-P: 756 or 766），等效於碩士學位等級，如新加坡。

### 中華人民共和國
中華人民共和國的医学教育与英国的系统差不多，是从大学第一个本科开始的。一般有五年制、六年制、七年制和八年制，分别授予医学学士，医学硕士和医学博士的学位。七年制和八年制统称为长学制。获得医学学士学位的毕业生，可以参加执业医师考试。五年制毕业的医学学士，可以继续攻读医学硕士及博士，两者同样需时三年。七年制毕业的医学硕士，可以继续攻读医学博士，如果攻读本校的医学博士，可以只参加转博考试，通过考试及面试后，再读3年，可以获得医学博士学位。第一批八年制的本硕博连读的医学博士则从2001年开始招生。

### 台灣
台灣的醫學教育亦相似，但其主要为六年制的大學本科醫學教育，另有4年制的學士後醫學课程，供有學士學位的畢業生修讀；此外，尚有中醫系（7年制單主修與7年制雙主修）與學士後中醫系（5年制）。以上學系畢業生都授予醫學學士學位，英文名稱使用 Doctor of Medicine。中華民國教育部認定美國 Doctor of Medicine 學位等同醫學士學位。
醫學學士可再往上繼續修習醫學相關領域博士班如「臨床醫學（研究所）博士班」（臨床醫學研究所沒有碩士班，在2000年台灣大學新增碩士在職進修專班），畢業后授予醫學博士學位。教育部表示，醫學系博士學位之授予，入學前具有醫學或牙醫學士學位者，授予醫學博士，餘均授予理學博士。目前中華民國大學校院各系所的醫學博士英文名稱為 Doctor of Philosophy (PhD) 或 Doctor of Medical Science (DMS or DMSc)。

### 日本
醫學系、牙醫學系、獸醫學系和藥學系都是6年制的教育課程，大多數醫學系學生在1至2年級修讀一般教育課程，但一些大學將這個課程縮短到1年，從2年級開始基礎醫學課程。從從2年級或3年級開始學習基礎醫學課程，包括解剖學和生理學等基礎醫學課程。通常這些課程會以解剖學實習開始，並同時進行講座和實習。而3年級或4年級開始學習臨床醫學課程，包括內科學、外科學以及兒科學、產科學、精神醫學等各種臨床醫學科目。多數學生從五年級開始，在大學附屬醫院或市立醫院等院外設施進行約一年至一年半的臨床實習。學生通常會以小組形式參觀幾乎所有的臨床科目。這個階段通常包括臨床醫生的見習和協助患者。
畢業考試通常在最後一年的大六學年舉行。在醫學系，通過畢業考試就可以畢業，並獲得“學士（醫學）”學位，學位英文名稱多數學校翻譯成 Bachelor of Medicine，也有不少學校模仿美國醫學學位翻譯成 Doctor of Medicine。但不論醫學學士學位英譯名為何，畢業生都常使用 MD 稱謂。獲得“學士（醫學）”學位後，就有資格參加“醫師國家考試”。
得到“學士（醫學）”學位的學生也可以選擇直升醫學院的博士課程（4年制的博士課程），畢業後會獲得“博士（醫學）”學位，學位英文名稱絕大多數學校翻譯成 Doctor of Philosophy，一小部分學校會翻譯成 Doctor of Medicine 或 Doctor of Medical Science。